# ستانلي ستيوارت
ستانلي ستيوارت (بالإنجليزية: Stanley Stewart)‏ هو كاتب أيرلندي، ولد في 1952.